# Catocala umbra
Catocala umbra là một loài bướm đêm trong họ Erebidae.